# Révolte de Gildon
Guerres romano-berbères
Batailles
La révolte de Gildon est un soulèvement militaire survenu en 397 apr. J.-C. en Afrique romaine, mené par le comte Gildon, un général berbère d'origine numide. Il se rebelle contre l’autorité de l’Empire romain d'Occident et tente de placer la province d’Afrique sous la tutelle de l’Empire romain d'Orient. La révolte est rapidement écrasée par les forces de l'Occident dirigées par Mascezel, le frère de Gildon.

## Contexte
Gildon est un membre influent d'une famille numide romanisée. Son père, Nubel, était un chef tribal et officier romain. Gildon avait participé à la répression de la révolte de Firmus, son frère aîné, dans les années 370. Après cette victoire, il est récompensé par l'Empire et reçoit le titre de comte d'Afrique, ce qui lui donne un pouvoir militaire et administratif considérable dans la région.
En 395, à la mort de l'empereur Théodose Ier, l’Empire est partagé entre ses deux fils : Honorius à l'Ouest et Arcadius à l'Est. Le général Stilicon devient le tuteur de Honorius et prend le contrôle de l'Occident. Gildon, hostile à Stilicon, décide alors de faire allégeance à l'Empire d'Orient, espérant conserver ou accroître son autonomie.
Pour certains historiens les causes exactes de la crise de 397-398 restent en partie obscures, et la révolte de Gildon fut trop brève pour dévoiler ses véritables ambitions.

## Déroulement
En 397, Gildon cesse l’approvisionnement en blé de Rome depuis l'Afrique, provoquant une crise alimentaire dans la capitale. Ce geste est perçu comme une trahison majeure. Stilicon réagit en envoyant une expédition militaire en Afrique dirigée par Mascezel, le propre frère de Gildon, en exil et allié de Rome,.
La campagne militaire est brève. Mascezel débarque avec une petite armée, probablement composée de 5 000 hommes, et parvient à remporter la victoire sans grande résistance. Les soldats de Gildon désertent en masse. Gildon est capturé ou s'enfuit, puis meurt peu après 398, selon certains auteurs par suicide à l’instar de son frère Firmus, selon d'autres exécuté,.

## Conséquences
La victoire de Mascezel rétablit l'autorité de Rome en Afrique. Cependant, Stilicon fait bientôt exécuter Mascezel, probablement par jalousie ou crainte de sa popularité.
Cette révolte a souligné la fragilité du contrôle romain en Afrique, la montée de pouvoirs locaux militaires (comme Gildon) et les tensions croissantes entre les deux parties de l'Empire romain. Elle marque également l'un des derniers épisodes de forte centralité politique de l'Afrique dans les affaires impériales,.
Toutefois, les mesures prises après la défaite de Gildon, principalement des confiscations de ses vastes domaines et la répression de trafics de blé, semblent davantage viser un notable romain en rupture avec l'ordre impérial qu'un chef maure agissant au nom de son peuple.
La répression fut rigoureuse, plusieurs chefs de la révolte furent emprisonnés, exécutés ou contraints à l'exil — Optat de Timgad, par exemple, mourut peu après avoir été incarcéré. Les biens des partisans de Gildon furent saisis. De nombreuses constitutions impériales, édictées entre 398 et 409, témoignent de ces confiscations et des poursuites engagées contre les complices. L'affaire s'avéra si lucrative pour le fisc, selon certains historiens, qu'une administration spéciale fut instaurée, placée sous l'autorité d'un comes Gildoniaci patrimonii (comte chargé de la gestion des biens confisqués à Gildon),.

## Sources et références

#### Sources antiques
- Claudien, De Bello Gildonico, v. 1–500.
- Paul Orose, Historiarum adversus paganos libri septem, Livre VII, 38.
- Prosper d'Aquitaine, Chronicon, année 397.

#### Études modernes
- Émilienne Demougeot, De l'unité à la division de l'Empire romain. 395-440. Essai sur le gouvernement impérial, Paris, Adrien-Maison-neuve, 1951.
- Yves Modéran, Les Maures et l’Afrique romaine (IVe–VIIe siècle), Rome, École française de Rome, 2003.
- Jean Gascou et Roger Rémondon, La crise de l'Empire romain: de Marc-Aurele à Anastase, dPresses Universitaires de France, Paris, 1964.
- Arnold Hugh Martin Jones, The Later Roman Empire, 284–602: A Social, Economic and Administrative Survey, University of Oklahoma Press, Oklahoma, 1964.